# Bruce Highway
De Bruce Highway is een van de belangrijkste wegen in Queensland en verbindt de hoofdstad van de deelstaat, Brisbane, met de noordelijke stad Cairns. De weg heeft een lengte van 1652 kilometer en maakt deel uit van de National Highway. 
De weg is vernoemd naar een voormalige politicus van Queensland, Henry Adam Bruce. Hij was de minister van wegenbouw van Queensland toen de weg halverwege de jaren 30 naar hem vernoemd werd.
De Bruce Highway is de grootste verkeersader in Queensland. Het was de bedoeling dat de weg alle belangrijke kustplaatsen met elkaar zou verbinden. Toch zijn er bij een aantal steden afsplitsingen gecreëerd om het verkeer beter te laten doorstromen en de druk op de steden te verkleinen. Hierdoor wordt de weg al korter gemaakt. Van Brisbane naar Cooroy loopt er parallelweg langs Gympie.
Verschillende belangrijke steden liggen langs de weg zoals Maryborough, Rockhampton, Mackay, Townsville, Thuringowa en Cairns. De weg gaat langs de Glasshouse Mountains, regenwouden en velden in de Sunshine Coast, de Gunalda Range, Mount Larcom, het platteland ten noorden van Rockhampton en daarna door suikerrietvelden, akkers en melkveeboerderijen. Het gebied is subtropisch en tropisch.